# Willem van Châtillon
Willem van Châtillon (overleden in 1455) was van 1405 tot aan zijn dood burggraaf van Limoges en van 1454 tot aan zijn dood graaf van Périgord en heer van Avesnes. Hij behoorde tot het huis Châtillon.

## Levensloop
Willem was een jongere zoon van Jan I van Châtillon, graaf van Penthièvre, uit diens huwelijk met Marguerite, dochter van Olivier V de Clisson, Connétable van Frankrijk. Aangezien hij was voorbestemd voor een kerkelijke loopbaan, volgde hij studies aan de Universiteit van Angers. Al in zijn jonge jaren onderhandelde zijn familie met de hertog van Bretagne, met de bedoeling dat hij het bisdom Vannes of het bisdom Saint-Brieuc zou verwerven. Na de dood van zijn vader in 1404 erfde Willem het burggraafschap Limoges.
Nadat Marguerite de Clisson en haar zonen er tussen 1420 en 1422 niet in slaagden om hertog Jan V van Bretagne van de troon te stoten en hun aanspraken op het hertogdom door te zetten, moest de familie voor het Parlement van Parijs en de Bretonse Staten in Vannes komen om zich te verantwoorden. Twee van Willems broer werden in februari 1425 schuldig bevonden aan verraad, waardoor hun bezittingen werden geconfisqueerd. Willem zelf was al in 1420 door zijn broers als gijzelaar aan Bretagne overgeleverd.
Willem verbleef 28 jaar lang in gevangenschap en zat opgesloten in Auray. Tijdens deze lange periode verloor hij zijn zicht en werd hij blind. In 1448 kwam hij vrij, nadat zijn familie zich eindelijk had verzoend met hertog Frans I van Bretagne. In 1450 huwde hij met Isabella (overleden in 1488), dochter van graaf Bertrand V de la Tour d'Auvergne. Uit het huwelijk werden drie dochters geboren: Francisca (1452-1481), die in 1470 huwde met heer Alain van Albret; Johanna (overleden in 1483), die huwde met Jean de Surgeres, heer van Balon en Charlotte (overleden in 1490), de echtgenote van Antoine de Villequier, heer van Montrésor.
In 1454 erfde hij na de dood van zijn oudere broer Jan II het graafschap Périgord. Willem zelf overleed een jaar later en werd in Limoges en Périgord opgevolgd door zijn oudste dochter Francisca.